# Salvador Genís i Bech
Salvador Genís i Bech (La Jonquera, Alt Empordà, 8 de setembre de 1841 - Pineda de Mar, Maresme, 27 de març de 1919) va ser un pedagog i publicista català.
Fins als dinou anys fou obrer de la indústria suro-tapera, per a passar a Girona a estudiar a l'Escola Normal de Mestres, on acabà la carrera. En convocar-se oposicions, n'aconseguí el número u, i passà a ocupar plaça de mestre de Mieres el 1863 fins a l'any 1865.
En el context del Sexenni Democràtic, el 1869 publicà la seva primera obra pedagògica, El auxiliar del maestro catalán en la enseñanza de la lengua castellana. El 1925 es publicà la desena i darrera edició. En el pròleg d'aquesta obra adreçat als mestres, Genís senyala que un dels majors obstacles que s'oposa al bon aprenentatge de les escoles de Catalunya és el fet de produir-se la seva tasca en llengua castellana. D'aquí la necessitat d'emprar a les nostres escoles mètodes basats en la llengua catalana, "para enseñar con fruto la castellana". Així, de manera indirecta i breu, es podia estudiar, ordenar i polir el català. Cosa que feia que aquests llibres escolars ho fossin, també, del català. Cal remarcar l'apèndix "La lengua de la Enseñanza en Cataluña" on exposa i sintetitza la seva visió de la problemàtica de les dues llengües que conflueixen a l'escola. El 1873 veié la llum una segona part d'aquest manual que assolí cinc edicions. Aquest segon volum és dedicat a analitzar les diferències sintàctiques entre el català i el castellà, a més d'assenyalar les equivalències de noms, modismes, etc. Amb El auxiliar del maestro catalán, Genís era el pioner de l'anomenat "Bilingüisme escolar" que permetia un cert reconeixement del català a l'escola malgrat les legislacions uniformistes.
Les nombroses edicions d'aquesta obra demostren la seva utilitat entre el mestres i les escoles de Catalunya i la necessitat d'introduir el català a l'escola malgrat que legalment s'impedeix fer-ho. Per aquesta raó, malgrat el seu avantatjós procediment didàctic, no aconsegueix l'aprovació oficial fins al 1906. Anys després s'imprimeix un altre llibre, Lectura bilingüe (1900), que fou declarat de text i que també era encaminat a facilitar l'ensenyança de la llengua castellana als catalans.
La seva obra es basa en l'anomenat mètode comparatiu. A la manera que s'estudiaven les llengües estrangeres al seu temps. Organitzant l'aprenentatge al voltant de temàtiques concretes seguint les propostes didàctiques de Chantreau i Ahn.
Passà a ser mestre a Sarrià de Ter de 1865 fins 1874. Exercí de secretari de la Junta de Primer Ensenyament de Girona però fou destituït poc dies després segurament per la seva proximitat al republicanisme. Abandonà la docència i ocupà diversos càrrecs als municipis de Castelló d'Empúries (1880-1881), Calella (1881-1899) i de Sant Feliu de Guíxols (1899-1904), període en què continuà publicant llibres i material educatius.
El 1904 es reintegrà a la docència per posar-se al capdavant de les Escoles del Districte Segon de Barcelona, vinculades a l'Ateneu del mateix nom i impulsades pel mecenatge de Ramon Monegal. Les dirigí fins al 1910, en què es jubilà per motius de salut. Es retirà a viure a Pineda de Mar i morí a aquesta vila del Maresme.
Col·laborà en altres publicacions a la La Vanguardia i La Veu de Catalunya, de Barcelona. En aquest darrer diari publicà una sèrie d'articles, el 1902, oposant-se a l'anomenat decret Romanones que prohibia l'ensenyament del catecisme en català.
Conreà la poesia que publicà en revistes con La Renaixença. Lo Nunci, Revista de Girona, El Monitor de Primera Enseñanza, El Hogar i El Faro Bisbalense. Edità, el 1869, Lo Aplech de Santa Llúcia que recollia poemes seus. Fou premiat per les seves composicions en prosa i en vers en diversos certàmens literaris com ara els Jocs Florals de Barcelona de 1876.
Des de la seva jubilació a Pineda, Salvador Genís escriu que l'objectiu que ha de guiar als mestres a l'escola és "que no se destierre de ellas la lengua catalana, la suya, la de sus alumnos y de sus Maestros, como han intentado, sin lograrlo, durante siglos, los enemigos de la ilustración y, por tanto, de la prosperidad del pueblo catalán".

## Obres
- El auxiliar del maestro catalán en la enseñanza de la lengua castellana.. Primera edició. Girona: Pacià Torres, 1869.
- Lo Aplech de Santa Llúcia . Girona: Pacià Torres, 1869
- Lectura bilingüe. Barcelona: Conill Sala, 1900.
- Estampa i ploma, Barcelona: Joaquim Horta,1908,
- Vocabulari català-castellà per a les escoles de primera ensenyansa de Catalunya, Barcelona: Joaquim Horta,1910.
- Hores escolars Barcelona: Joaquim Horta,1915.
- Per molts anys, Barcelona: Joaquim Horta,1918.
- En defensa de l'ensenyament en català. Articles pedagògics i altres escrits. Barcelona: Curial, 2000. (Antologia a cura de Josep Ferrer i Joan Pujades)